# Estación Francisco Madero
Francisco Madero es una estación ferroviaria del Ferrocarril Domingo Faustino Sarmiento de la red ferroviaria argentina. Se ubica en la localidad de Francisco Madero del partido de Pehuajó, provincia de Buenos Aires, Argentina.

## Servicios
No presta servicios de pasajeros desde principios de la década de 2000. Sus vías están concesionadas a la empresa de cargas Ferroexpreso Pampeano.